# Marek Jemielity
Marek Mieczysław Jemielity (ur. 15 stycznia 1960) – polski kardiochirurg, profesor medycyny. Dyplom lekarski, doktorat i habilitację uzyskał na Akademii Medycznej w Poznaniu (obecnie Uniwersytet Medyczny), gdzie sprawuje funkcję kierownika Kliniki Kardiochirurgii i Transplantologii Katedry Kardio-Torakochirurgii Wydziału Lekarskiego II.

## Życiorys
Studia medyczne ukończył w 1984. Cztery lata później uzyskał specjalizację pierwszego stopnia z zakresu chirurgii. Stopień doktorski zdobył w 1994 na podstawie rozprawy pt. „Ocena pooperacyjna plastyki metodą Bex'a u chorych z wadą mitralną”. W 1999 został ordynatorem Kliniki Kardiochirurgii w klinicznym Szpitalu Przemienienia Pańskiego. Habilitował się w 2003 na podstawie dorobku naukowego i rozprawy pt. „Wpływ eliminacji krążenia pozaustrojowego na metabolizm mięśnia sercowego i ogólnoustrojową reakcję zapalną w zabiegach bezpośredniej rewaskularyzacji serca”.
Był członkiem zespołu, który w 2007 wykonał w poznańskiej klinice zabieg usunięcia guza złośliwego serca metodą autotransplantacji. Był to 12. tego typu zabieg na świecie i pierwszy poza USA. Operacją w poznańskim ośrodku kierował amerykański kardiochirurg i autor tej metody – prof. Michael J. Reardon – ówczesny szef Kliniki Kardiochirurgii Methodist DeBakey Heart & Vascular Center w Houston.
Jest pomysłodawcą i głównym realizatorem programu przeszczepów serca w Wielkopolsce. Zespół poznańskich kardiochirurgów pod jego kierunkiem dokonał w marcu 2010 roku pierwszego przeszczepienia serca w poznańskiej klinice (przy pierwszej operacji asystował zabrzański zespół prof. Mariana Zembali). Odtąd Poznań stał się piątym ośrodkiem w kraju (obok Krakowa, Zabrza, Gdańska i Warszawy) dokonującym przeszczepów serca.
W 2012 został laureatem Nagrody Pracy Organicznej przyznawanej przez poznański dziennik „Głos Wielkopolski”. W tym samym roku został mu nadany tytuł naukowy profesora nauk medycznych.
Zasiada w radzie nadzorczej poznańskiej Fundacji Wspierania Rozwoju Transplantologii. Jest członkiem rady redakcyjnej kwartalnika „Kardiochirurgia i Torakochirurgia Polska” (organ Polskiego Towarzystwa Kardio-Torakochirurgów).
Współautor i redaktor (wraz z W. Dyszkiewiczem i K. Wiktorowiczem) podręcznika „Transplantologia w zarysie” (wyd. Poznań 2009, ISBN 978-83-60187-84-5).
W 2017 otrzymał od Rady Miasta Poznania odznaczenie „Zasłużony dla Miasta Poznania” w uznaniu „wybitnych osiągnięć w dziedzinie kardiologii i transplantologii, ze szczególnym uwzględnieniem wdrażania pionierskich rozwiązań w tym dokonanie pierwszego przeszczepu serca w Klinice Kardiochirurgii Uniwersytetu Medycznego w Poznaniu”.